# O Sexo dos Anjos
O Sexo dos Anjos é uma telenovela brasileira produzida e exibida pela TV Globo de 25 de setembro de 1989 a 9 de março de 1990, em 142 capítulos. Substituiu Pacto de Sangue e foi substituída por Gente Fina, sendo a 38ª "novela das seis" exibida pela emissora.
Criada por Ivani Ribeiro, é um remake de sua própria trama O Terceiro Pecado, exibida pela TV Excelsior em 1968. A direção foi de Roberto Talma (também diretor geral), Fábio Sabag e Flávio Colatrello Jr.
Conta com as atuações de Isabela Garcia, Felipe Camargo, Bia Seidl, Silvia Buarque, Marcos Frota e Mário Gomes nos papeis principais.

## Sinopse
A Morte envia um emissário à terra para buscar Isabela, por quem, no entanto, ele se apaixona, e com isso tenta levar Ruth, sua irmã má. A Morte não aceita a troca, mas sim dar uma nova chance a Isabela, que poderá cometer dois pecados e morrerá ao cometer o terceiro, o que faz o emissário se juntar à sua família com o nome Adriano. A trama também mostra que Ruth maltrata seu outro irmão, o deficiente auditivo Tomás, de quem sente ciúmes pelas atenções que recebe, e sempre briga com Diogo, amigo da família, até que descobre estar apaixonada por ele. Enquanto isso, Zé Paulo é vigiado de perto por sua mãe Vera, que não aceita seu namoro com a moça pobre Gigi. Vera esconde uma paixão por Durval, namorado da irmã Leonor, mãe de Isabela, Ruth, Tomás e Otávio, este que assumiu os negócios da família após a morte do pai e por quem a sobrinha de Vera, Neide, tem um amor platônico.
Em comum entre as famílias surge o Padre Aurélio, que esconde seu passado e sua verdadeira identidade. Ele é, na verdade, Renato, um ambientalista perseguido por latifundiários pela defesa do meio ambiente e das terras indígenas. O segredo logo é descoberto por Vera, que o usa a seu favor. Ao longo da trama, a Morte desconfia do comportamento do emissário e desce à terra para vigiar o seu trabalho sob a identidade de Diana, que desperta o interesse de Renato e, assim como Adriano, também se apaixona por ele, contrariando seus dogmas e convicções.

## Elenco

### Principal
| Intérprete            | Personagem                            |
| --------------------- | ------------------------------------- |
| Isabela Garcia        | Isabela Muniz                         |
| Felipe Camargo        | Adriano Martins de Toledo / Emissário |
| Bia Seidl             | Morte / Diana                         |
| Mário Gomes           | Renato Vieira / Padre Aurélio         |
| Sílvia Buarque        | Ruth Muniz                            |
| Marcos Frota          | Tomás Muniz                           |
| Irving São Paulo      | José Paulo Nogueira (Zé Paulo)        |
| Carla Marins          | Gilda dos Santos Gianelli (Gigi)      |
| Norma Benguell        | Vera Nogueira                         |
| Myriam Pérsia         | Leonor Muniz                          |
| Paulo Figueiredo      | Durval Bacellar                       |
| Eloísa Mafalda        | Francisca Barata (Francisquinha)      |
| Humberto Martins      | Otávio Muniz                          |
| Otávio Müller         | Rogério Carvalhosa (Rogê)             |
| Tonico Pereira        | Detetive João Aranha (Aranha)         |
| Stepan Nercessian     | Antônio dos Santos Gianelli           |
| Rodolfo Bottino       | Cássio Leite Queirós                  |
| Lutero Luiz           | Sebastião Leite Queirós (Bastião)     |
| Rosana Garcia         | Lucinha Amaral                        |
| Inês Galvão           | Luísa Bacellar                        |
| Bianca Byington       | Neyde Nogueira                        |
| Emiliano Queiroz      | Padre Julião                          |
| Edson Silva           | Jair                                  |
| Cosme dos Santos      | Demétrio                              |
| João Camargo          | Araquém                               |
| Paula Burlamaqui      | Bia                                   |
| Ilva Niño             | Anésia                                |
| Leina Krespi          | Jandira                               |
| João Rebello          | Cuca Vieira                           |
| Carlos Kroeber        | Dr. Armando Nascimento                |
| Ana Borges            | Marilu Barcelar                       |
| Caíque Ferreira       | Diogo Carvalhosa                      |
| Nenna Camargo         | Léo                                   |
| Graziela Di Laurentis | Babi                                  |

### Participações
| Intérprete        | Personagem                                 |
| ----------------- | ------------------------------------------ |
| Adriana Giglio    | Betty                                      |
| Andrea Uchoa      | funcionária do escritório de Otávio        |
| Cássia Leal       | colega de trabalho de Gigi                 |
| Christiane Pagano | colega de trabalho de Gigi                 |
| Cláudia Viana     | Ellen                                      |
| Castro Gonzaga    | Neco                                       |
| Daniel Filho      | Teófilo Muniz                              |
| Dayse Tenório     | Dayse                                      |
| Éder Sá           | gerente do supermercado onde Gigi trabalha |
| Elisa Freitas     | empregada de Vera                          |
| Fernanda Ferraz   | Aída                                       |
| Fernando Almeida  | colega de trabalho de Antônio              |
| Ivan Corrêa       | Rosendo                                    |
| Joana Rocha       | cozinheira na casa de Vera                 |
| Jorge Fernando    | apresentador do concurso de lambada        |
| Daniella Perez    | Dançarina de Lambada                       |
| Lisandra Souto    | Dedé                                       |
| Lúcia Del Arte    | funcionária do escritório de Otávio        |
| Luiz Magnelli     | proprietário da oficina mecânica           |
| Marcelo Torreão   | Bobby                                      |
| Márcia Santos     | Fani                                       |
| Miguel Rosenberg  | diretor do clube de aulas de tênis         |
| Patrícia Costa    | Celina                                     |
| Regis Faria       | rapaz que importuna Isabela e Rogê         |
| Roberto Talma     | deficiente visual na estação de esqui      |
| Nelson Freitas    | Rafa                                       |
| Samir Murad       | com Padre Aurélio e Renato na Amazônia     |
| Silveirinha       | Rozendo                                    |
| Stênio Garcia     | Padre Aurélio (verdadeiro)                 |
| Theresa de Castro | Geni                                       |
| Vera Paxie        | Aurora                                     |
| Yaçanã Martins    | Georgina                                   |

## Produção
O Sexo dos Anjos é um remake de O Terceiro Pecado, criada por Ivani Ribeiro para a TV Excelsior em 1968. Inicialmente seria exibida na faixa das sete horas da TV Globo, em substituição a Que Rei Sou Eu?, e dirigida por Paulo Ubiratan, mas foi repassada para as seis enquanto Top Model tornou-se "novela das sete" e Roberto Talma assumiu sua direção com Fábio Sabag e Flavio Colatrello Jr. O título da trama original foi o primeiro cogitado para a adaptação, que também chegou a ser chamada de A Hora e a Vez e A Hora Marcada. O nome oficial originou-se da expressão "discutir o sexo dos anjos", que significa discutir um assunto insignificante ou indeterminável. As primeiras gravações ocorreram na Amazônia e em uma estação de esqui, e toda a história foi gravada no Rio de Janeiro, em locações como a mansão da família de Isabela, no Alto da Boa Vista.
Stênio Garcia atuou em O Terceiro Pecado, interpretando o deficiente auditivo Tomás, e em O Sexo dos Anjos, participando pontualmente no início como o Padre Aurélio. Marcos Frota, que interpretou Tomás no remake, aprendeu a língua brasileira de sinais com Paula de Almeida Cunha e Mônica Rocha Campos, apresentadoras do Jornal Visual, noticiário da TVE Rio de Janeiro voltado aos deficientes auditivos. Foi a primeira telenovela dos atores Bianca Byington, Humberto Martins e Paula Burlamaqui. No decorrer das gravações, Lutero Luiz, intérprete de Bastião, afastou-se do trabalho para tratar um câncer, do qual foi vitimado em 20 de fevereiro de 1990. Seu personagem continuou sendo citado na história, com o sumiço sendo explicado por uma viagem após ter ganhado na loteria. No último capítulo foi exibido um trecho de uma cena que gravou.

## Exibição
Deixou de ir ao ar em 20 de dezembro de 1989 devido à transmissão de um amistoso de preparação para a Copa do Mundo FIFA de 1990 entre Países Baixos e Brasil. Com isso, foram exibidos 142 capítulos ao invés dos 143 previstos.
Foi reexibida na íntegra pelo Viva de 19 de junho a 30 de novembro de 2023, substituindo Bambolê e sendo substituída por Direito de Amar na faixa de 14h40, com reprises às 0h30.

### Outras Mídias
Em 1º de janeiro de 2024, foi disponibilizada na íntegra pelo Globoplay, como parte do Projeto Resgate.

## Música

### Nacional
Faixas
1. "Anjo (Angel)", Yahoo (tema de Diana)
2. "A 2", Lulu Santos (tema de Ruth)
3. "Natureza Viva", Nico Rezende (tema de Renato)
4. "Matinê no Rian", João Penca & Seus Miquinhos Amestrados e part. de Paula Toller (tema de abertura)
5. "Alma Gêmea", Sandra Sá (tema de Leonor e Durval)
6. "Amigo do Amigo", Skowa e a Máfia (tema de Rogê/Detetive Aranha)
7. "Anjos e Demônios", Zé Lourenço (tema de Diana)
8. "Onde o Amor Me Leva", Rosana (tema de Gigi)
9. "Sou Eu", Eduardo Dusek (tema de Neide)
10. "Dedicado a Você", Zizi Possi (tema de Adriano e Isabela)
11. "Adocica", Beto Barbosa (tema de Francisquinha)
12. "Namorar", Cláudia Olivetti (tema de Isabela)
13. "Amendom Torradinho", Marília Pêra (tema de Cássio)
14. "Paisagens", Julinho Teixeira (tema de Otávio)

### Internacional
Faixas
1. "Sweet Child o' Mine", Guns N' Roses (tema de Marilu)
2. "Listen To Your Heart", Roxette (tema de Adriano e Isabela)
3. "A Little Respect", Erasure (tema de Otávio)
4. "You Got It", Roy Orbison (tema de Cássio e Lucinha)
5. "Rock Wit'cha", Bobby Brown (tema de Gigi e Zé Paulo)
6. "Boys (Summertime Love)", Sabrina Salerno (tema de Marilu)
7. "Lovin'", Highway (tema de Tomás)
8. "If You Don't Know Me By Now", Simply Red (tema de Ruth e Diogo)
9. "Got to Be Certain", Kylie Minogue (tema no Rio de Janeiro)
10. "I'll Be Loving You (Forever)", New Kids On The Block (tema de Durval e Leonor)
11. "It's Not Enough", Starship (tema da lua de mel de Gigi e Zé Paulo)
12. "Conquistador", Thierry Mutin (tema de Neide)
13. "Chronic Love", Dean McDowell (tema de Leonor e Durval)
14. "Fist of Fire", Anderson Bruford Wakeman Howe (tema de Diana)

## Recepção
No início de O Sexo dos Anjos, a direção de Roberto Talma recebeu elogio da jornalista Maria Helena Dutra, ao jornal O Dia, definindo-o como "correto e profissional". Dutra também apontou que a abertura da telenovela "lembra mil outras", enquanto Ângela Marsiaj, para a Folha de S. Paulo, afirmou que "estaria perfeita em Estúpido Cupido, já que mostra o ataque de um Cupido e não da Morte", e elogiou as atuações de Sívia Buarque e Eloísa Mafalda, classificando suas personagens como "interessantes".
A trama não obteve êxito, o que para Ismael Fernandes, no livro Memória da Telenovela Brasileira, ocorreu devido à história ter se passado na contemporaneidade da década de 1980 enquanto a versão original foi ambientada na de 1920; escreveu: "Era impossível acreditar nessa fábula sobre a morte no conturbado mundo atual". Segundo Carolline Rodrigues, em seu livro Ivani Ribeiro, a Dama das Emoções, Ivani também não gostou do resultado da telenovela, "a começar pelo título", que não foi uma escolha sua.